# Antonín Vlk
Antonín Vlk (10. listopadu 1875 Loukovec – 10. července 1944) byl český a československý politik a meziválečný senátor Národního shromáždění ČSR za Československou živnostensko-obchodnickou stranu středostavovskou.

## Biografie
Profesí byl knihkupcem a komorním radou v Turnově.
V parlamentních volbách v roce 1935 získal senátorské křeslo v Národním shromáždění. V senátu setrval do jeho zrušení v roce 1939, přičemž krátce předtím ještě v prosinci 1938 přestoupil do nově vzniklé Strany národní jednoty.

## Odkazy

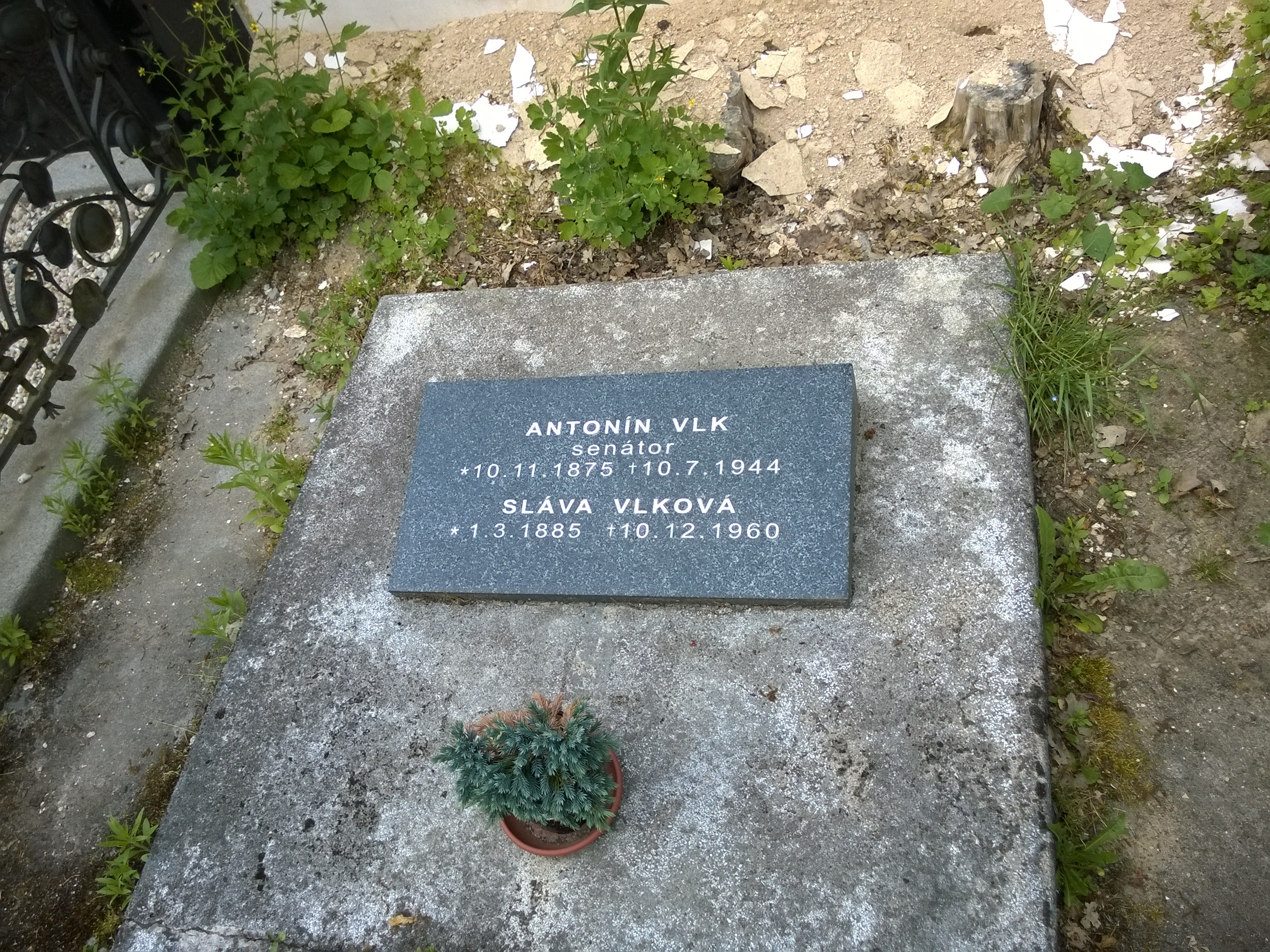
Náhrobní deska na turnovském hřbitově